# Парфянский поход Траяна
Война Рима с Парфией (114—117) — война между Римской империей и Парфией.
Катализатором для похода стали действия нового парфянского царя Хосроя I. Хосрой сместил армянского царя Аксидара, бывшего ставленником Рима, и утвердил своего кандидата на армянский престол — Партамасира, другого сына Пакора II. Император Траян расценил действия Хосроя, как нарушение условий Рандейского договора, заключённого после предыдущей войны. В итоге условия мира были аннулированы и Траян начал подготовку к масштабному походу против Парфии.
Поход был тщательно подготовлен. После побед над даками внимание Траяна было сосредоточено на восточном враге империи. В 114 году император вторгся в Армению, захватил её и объявил римской провинцией. Весной 115 года римские войска воевали в северной Месопотамии, дойдя до реки Тигр. Осенью армия была отведена на отдых в Сирию. В 116 году кампания возобновилась. Римляне, продвигаясь вдоль Тигра, захватили Месопотамию, заняли столицу Парфии Ктесифон, а население крупнейшего города Селевкии перешло на их сторону. Парфянскому царю пришлось столь поспешно бежать из столицы, что он оставил там свой трон и часть семьи. Римская армия вышла к Персидскому заливу, где были построены корабли. Вавилония, Ассирия, Месопотамия были объявлены римскими провинциями, войска грабили население, которое испытало на себе и тяжесть римских налогов. 
В этих условиях военная кампания римлян, вроде бы блестяще окончившаяся, встретила неожиданные трудности. Восстало не только население Двуречья, но и многие восточные провинции самой Империи. Траяну пришлось отправить для подавления восстаний часть легионов, тогда как к Двуречью подходили новые парфянские армии. Парфянам и повстанцам удалось уничтожить некоторые соединения римлян, в ответ те, взяв восставшую Селевкию-на-Тигре, зверски расправились с её населением. Ситуация складывалась не в пользу римлян, и они были вынуждены оставить Двуречье к лету 117 года — сначала Южное Двуречье, а потом, после неудачной осады города Хатры, и Северное. Римская армия отошла в Сирию. Император не хотел мириться с поражением и готовился к продолжению войны, для этого нужно было многое предпринять. Траян отправился в Рим, однако заболел по дороге и умер в Киликии осенью 117 года.
Расширение границ Римской империи на Востоке при Траяне было наибольшим за всю её историю. Несмотря на то, что приобретённые земли удержать не удалось и в дальнейшем Парфия и её преемник государство Сасанидов представляли постоянную опасность для Рима, Траян остался в римской традиции «лучшим принцепсом».